# 管楽器のための交響曲
管楽器のための交響曲（Symphonies d'instruments à vents, in Memoriam C. A. Debussy）は、イーゴリ・ストラヴィンスキーが1920年に作曲した演奏会用の楽曲で、管楽合奏のために作られた。単一楽章の作品で、演奏時間は約9分である。
1918年に他界したクロード・ドビュッシーの追悼に捧げられている。

## 題名と日本語訳
原題を日本語で直訳すると「ドビュッシーを追憶しての管楽器のサンフォニー」である。本記事名のように交響曲と訳され、またそのように分類することもあるが、ストラヴィンスキーはわざわざ“symphonies”という複数形を用いて、本作が交響曲形式による試みではなく、むしろギリシア語に遡る「共に鳴り響くもの」という、より古い、より幅広い意味の試みであることを示そうとしたのである。したがって、《管楽器のための交響曲》という日本語訳は不適当なのであるが、広く通用している題名であるため、本記事ではこれを用いている。『クラシック音楽作品名辞典』（三省堂）では『管楽器のためのシンフォニー集』、 『最新名曲解説全集2 交響曲Ⅱ』（音楽之友社）や『作曲家別名曲解説ライブラリー25 ストラヴィンスキー』（同）では『管楽器のシンフォニー』と訳されている。渡郶謙一は2024年に『管楽奏響』と訳している。

## 楽曲構成
楽曲は、ロシア民謡の要素を取り入れており、「3つの異なるが、だが互いに関連のある速度による対照的なエピソード」から構成されている。バレエ音楽《春の祭典》にも見られるような、ロシアの民族音楽を連想させる不規則なリズム構造と旋法的な響きで満たされている。華やかだが気まぐれなファンファーレと、遅くしめやかなコラールの交替で曲は進行する。

## 作曲の経緯
音楽雑誌『ラ・ルヴュ・ミュジカル』の「追悼クロード・ドビュッシー（仏語：Le Tombeau de Claude Debussy）」と題した特別号のために、音楽学者アンリ・プリュニエールが1920年4月にストラヴィンスキーを含む10人に作曲を依頼した。ストラヴィンスキーはカランテックとギャルシュで作曲し、1920年11月20日に完成した。
『ラ・ルヴュ・ミュジカル』の当該号は1920年12月号の附録として発行され、そこには終結部の短いコラール部分をピアノ用に編曲した楽譜が「C・A・ドビュッシー記念のための管楽器のための交響曲からの断章」(Fragment des Symphonies pour instruments à vent à la mémoire de C. A. Debussy) の題で発表された。同誌には、ほかにデュカス、ルーセル、マリピエロ、グーセンス、バルトーク、フローラン・シュミット、ラヴェル、ファリャ、サティがドビュッシーへの追悼作品を寄稿した。二分音符と四分音符による和音が並んでいるだけで強弱記号すらない、極端に単純化された楽譜は、視覚的にも強い印象を残すものだった。
ストラヴィンスキーはこの楽曲について、「同質の楽器をもったいくつかのグループが短い連祷のような二重奏の中でくりひろげられる厳粛な儀式」と説明している。
1921年6月10日にロンドンにおいて、セルゲイ・クセヴィツキーの指揮のもと初演された。師リムスキー＝コルサコフの《歌劇「金鶏」からの行進曲》に続いて演奏されたが、壮麗なリムスキー＝コルサコフ作品の後というのも災いして、ロンドン初演は大失敗に終わった。
1945年から1947年にかけて改訂が行われ、和声や編成などに変更が加えられている。この改訂版はエルネスト・アンセルメ指揮のNBC交響楽団によって1948年1月31年に初演された。しかしアンセルメは改訂版に批判的だった。
1920年版は、アルトゥール・ルリエーがピアノ用に編曲した版のみが1926年にロシア音楽出版社より出版された。1947年改訂版のスコアは1952年にブージー・アンド・ホークスより出版された。1920年原曲版のフルスコアはストラヴィンスキーの生前には出版されず、1983年にベルウィン・ミルズから出版されている。

## 編成
題名通り、管楽器のみの編成のために書かれている。

### 1920年版
- フルート：3
  - ピッコロ：1（3番フルート持ち替え）
- アルトフルート：1
- オーボエ：2
- コーラングレ：1
- クラリネット：2
- アルトクラリネット：1
- ファゴット：3
  - コントラファゴット：1（3番ファゴット持ち替え）
- ホルン：4
- トランペット：3
- トロンボーン：3
- テューバ：1

### 1947年版
- フルート：3
- オーボエ：2
- コーラングレ：1
- クラリネット：3
- ファゴット：3
  - コントラファゴット：1（3番ファゴット持ち替え）
- ホルン：4
- トランペット：3
- トロンボーン：3
- テューバ：1

## ドキュメンタリー
オランダのフランク・シェファーによって、「管楽器のための交響曲」のロバート・クラフトによる解説とリハーサル模様を組み合わせた約50分のドキュメンタリー「The Final Chorale」(1990) が作られた。